# Alunizaje (delito)

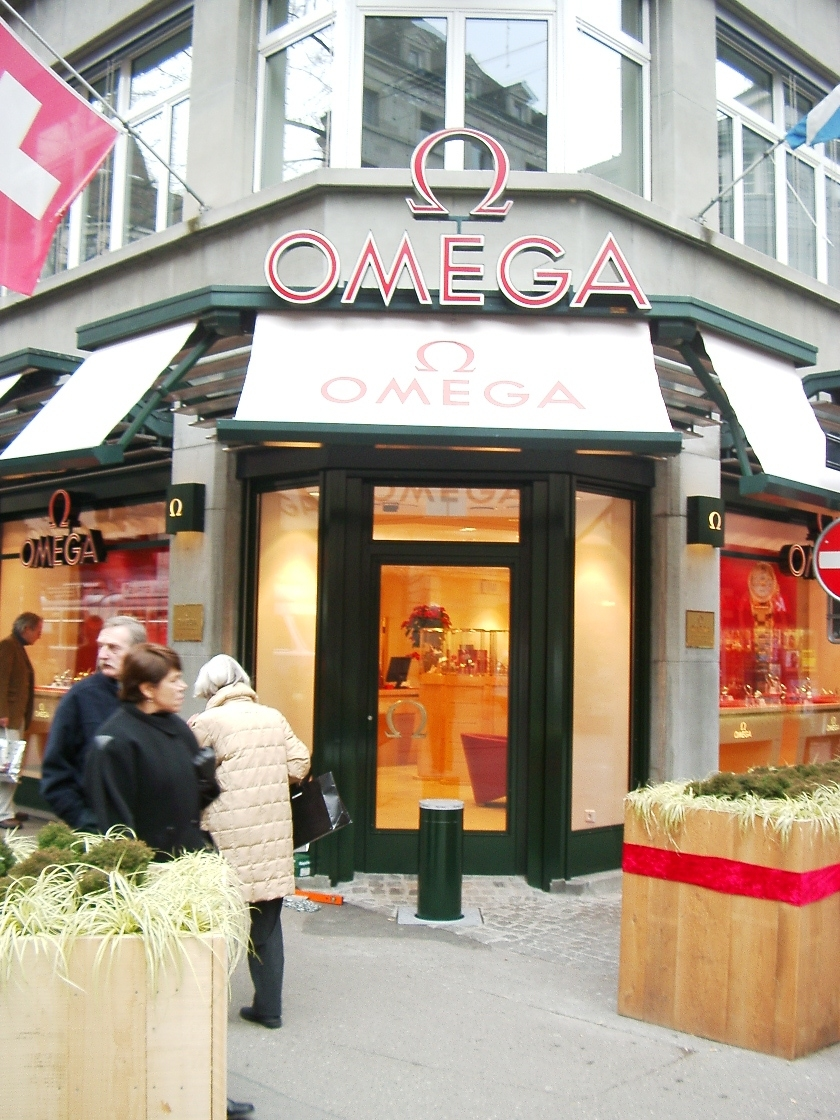
Pilar para evitar alunizajes.

Alunizaje o técnicamente vehículo-ariete (a veces se hace contra una puerta metálica de un almacén, en inglés: ram-raiding, en francés: véhicule-bélier) es una expresión coloquial que sirve para referirse a una forma de cometer un robo, en la que usualmente se utiliza un vehículo para estrellarlo contra la fachada de un negocio. No es un delito propiamente dicho, sino un modus operandi.
El alunizaje experimentó un aumento significativo en Nueva Zelanda a principios de la década de 2020, debido a factores como la influencia de las redes sociales y la pobreza sistémica. En concreto, se reportó un aumento del 400% entre 2017 y 2022. Un caso incluyó tres automóviles que circulaban por un centro comercial en Auckland en abril de 2022. Uno de los agresores tenía apenas doce años.

## Descripción
El alunizaje es un robo que se comete contra comercios. La técnica habitual consiste en esperar a que el comercio esté cerrado y vacío. En ese momento se utiliza un automóvil, que se lanza directamente contra la puerta y el escaparate del comercio (contra la luna de cristal, y de ahí el nombre de alunizaje). Una vez destrozada la entrada del comercio, los delincuentes roban todo lo que pueden en poco tiempo, tratando de escapar antes de que se presente la policía.
Las víctimas más habituales de este tipo de robo suelen ser las joyerías, dado que el delincuente busca poder coger objetos de bastante valor en poco tiempo. Por su parte, los comercios intentan defenderse mediante la solicitud a los ayuntamientos para que coloquen bolardos en la entrada de sus comercios, con el fin de que impidan que un coche pueda chocar contra su fachada.
Dado que el automóvil suele ser robado, el delincuente comete en ese caso dos delitos: el robo del comercio y el del automóvil.